# 國際財務報告準則第15號
國際財務報告準則第15號（International Financial Reporting Standard 15；IFRS 15），為國際會計準則理事會（International Accounting Standards Board；ISAB）於2010年和2011年先後提出討論，針對與客戶訂定合約時所收取收入需揭露完整估計和判斷資訊為基準。預定於2018年1月1日實施。